# Micheil Dschanelidse

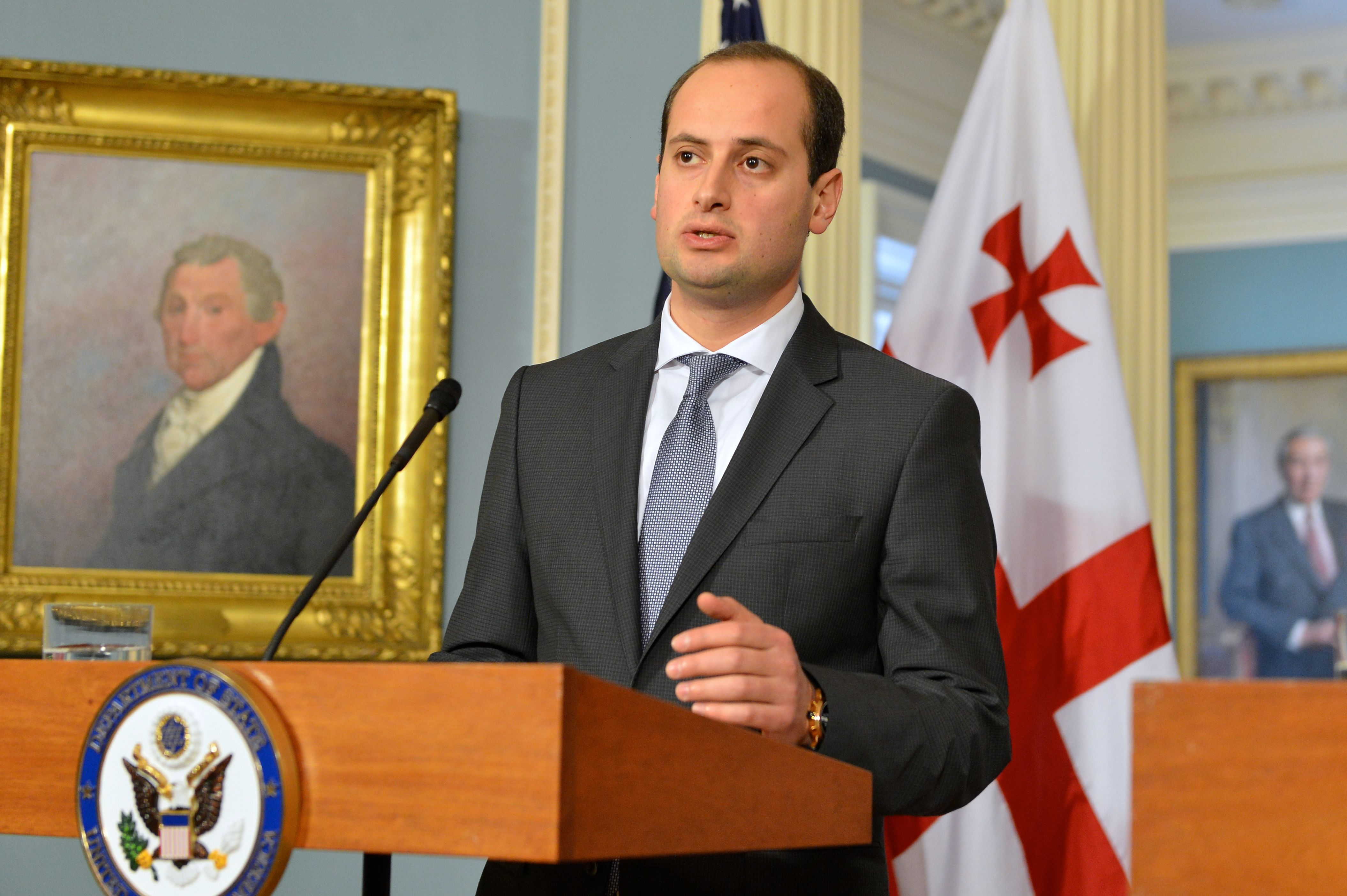
Dschanelidse (2016)

Micheil Dschanelidse (georgisch მიხეილ ჯანელიძე; * 29. März 1981 in Kutaissi, Georgische Sozialistische Sowjetrepublik) ist ein georgischer Politiker, der unter anderem zwischen 2015 und 2018 Außenminister sowie zusätzlich von 2017 bis 2018 Vize-Ministerpräsident war.

## Leben
Micheil Dschanelidse begann nach dem Schulbesuch, den er unter anderem zwischen 1996 und 1997 am Hochwald-Gymnasium in Wadern absolvierte, ein Studium im Fach Internationale Beziehungen an der Staatlichen Universität Tiflis, das er 2002 mit einem Bachelor abschloss. Im Anschluss absolvierte er zwischen 2003 und 2006 ein postgraduales Studium der Fächer Völkerrecht und Europäisches Recht an der Diplomatischen Akademie der Russischen Föderation in Moskau. Im Anschluss war er als Manager in der Privatwirtschaft tätig und in der Entwicklung und Beratung von Unternehmen aus den Bereichen internationaler Handel und Investitionen tätig. 2009 trat er in den öffentlichen Dienst ein und war zunächst Leiter der Abteilung Außenhandel und Internationale Wirtschaftsangelegenheiten des Ministeriums für Wirtschaft und nachhaltige Entwicklung tätig. Daneben absolvierte er ein postgraduales Studium der Betriebswirtschaftslehre an der zur Grenoble École de Management gehörenden Grenoble Graduate School of Business (GGSB), das er 2011 mit einem Master of Business Administration (MBA) mit Auszeichnung abschloss. Zudem wurde ihm für seine herausragenden Verdienste in der Entwicklung des Außenhandels und der internationalen Wirtschaftsbeziehungen Georgiens 2011 der Landesverdienstorden verliehen.
Nach seiner Rückkehr wurde Dschanelidse 2011 Vizeminister für Wirtschaft und nachhaltige Entwicklung und in der Funktion Chefunterhändler bei Verhandlungen über die Handelsbeziehungen Georgiens zur Europäischen Union sowie Vorsitzender der Regierungskommission für Auswärtige Wirtschaftsbeziehungen. Im September 2015 übernahm er den Posten als Erster Vize-Außenminister. Als solcher war er insbesondere für die Beziehungen zu den USA und Kanada, aber auch für Auswärtige Wirtschaftspolitik verantwortlich.
Am 30. Dezember 2015 wurde Micheil Dschanelidse von Ministerpräsident Giorgi Kwirikaschwili zum Außenminister in dessen Regierung berufen und trat damit die Nachfolge von Kwirikaschwili an, der zuvor Außenminister war. 2017 wurde er zusätzlich Vize-Ministerpräsident. Die Posten als Vize-Ministerpräsident und Außenminister bekleidete er bis zum Rücktritt von Ministerpräsident Giorgi Kwirikaschwili am 13. Juni 2018.
Micheil Dschanelidse ist verheiratet und Vater einer Tochter.